# Igreja de Longos Vales

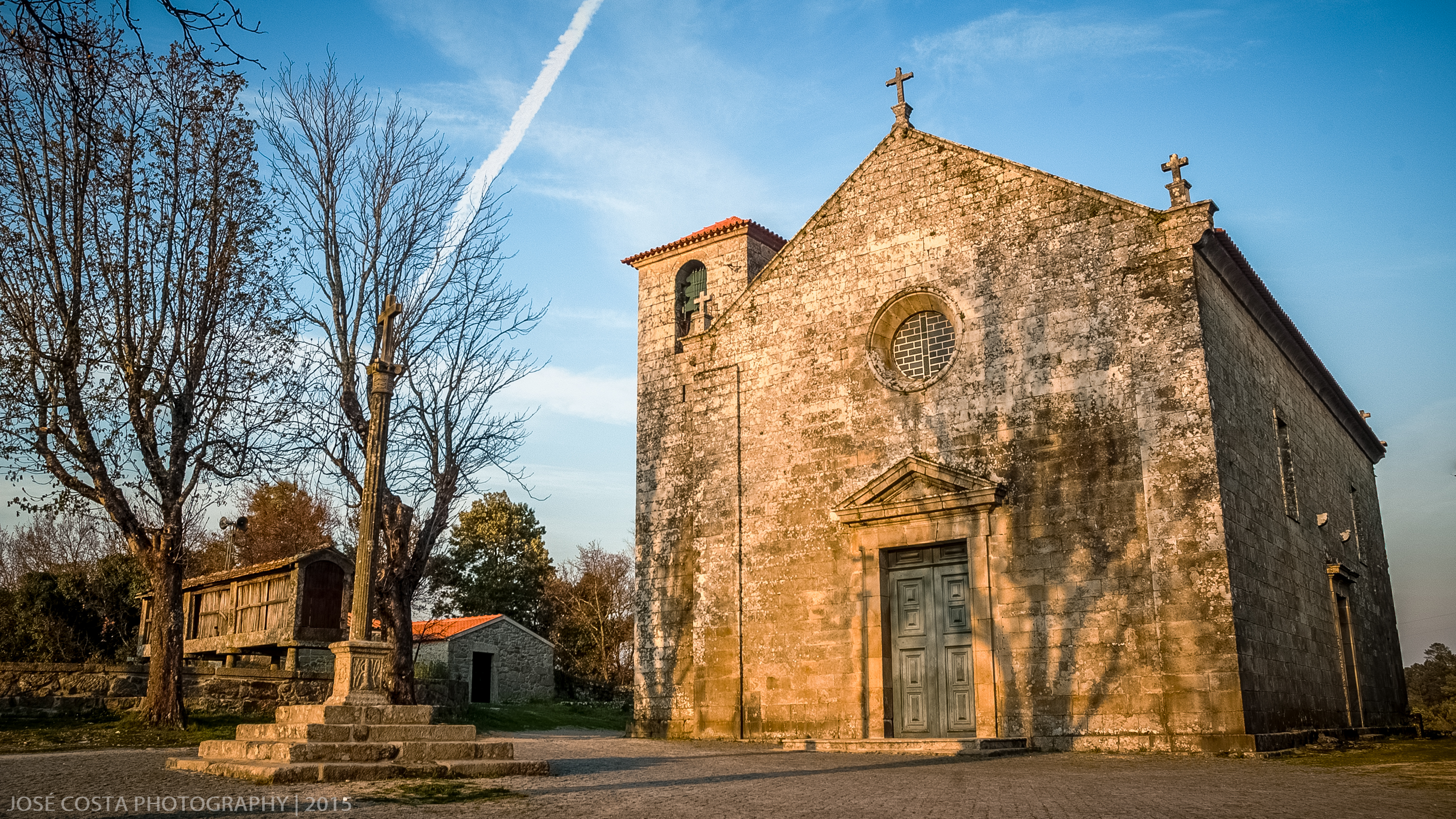
Igreja de Longos Vales

A Igreja de Longos Vales, também referida como Mosteiro de Longos Vales e Igreja de São João Baptista, que fazia parte do Mosteiro de Longos Vales, está localizada na freguesia de Longos Vales, no município de Monção, Portugal.
O mosteiro foi fundado na segunda metade do século XII por D. Afonso Henriques que lhe concedeu muitas rendas e privilégios.
O cardeal D. Henrique (depois rei) fez com que o mosteiro, dependências e rendas fossem dadas à Companhia de Jesus, por bula do Papa Júlio II, em 1551. Os jesuítas reformaram completamente o mosteiro e da primitiva construção medieval, apenas resta a capela mor.
Está classificada como Monumento Nacional desde 19 de Fevereiro de 1926.

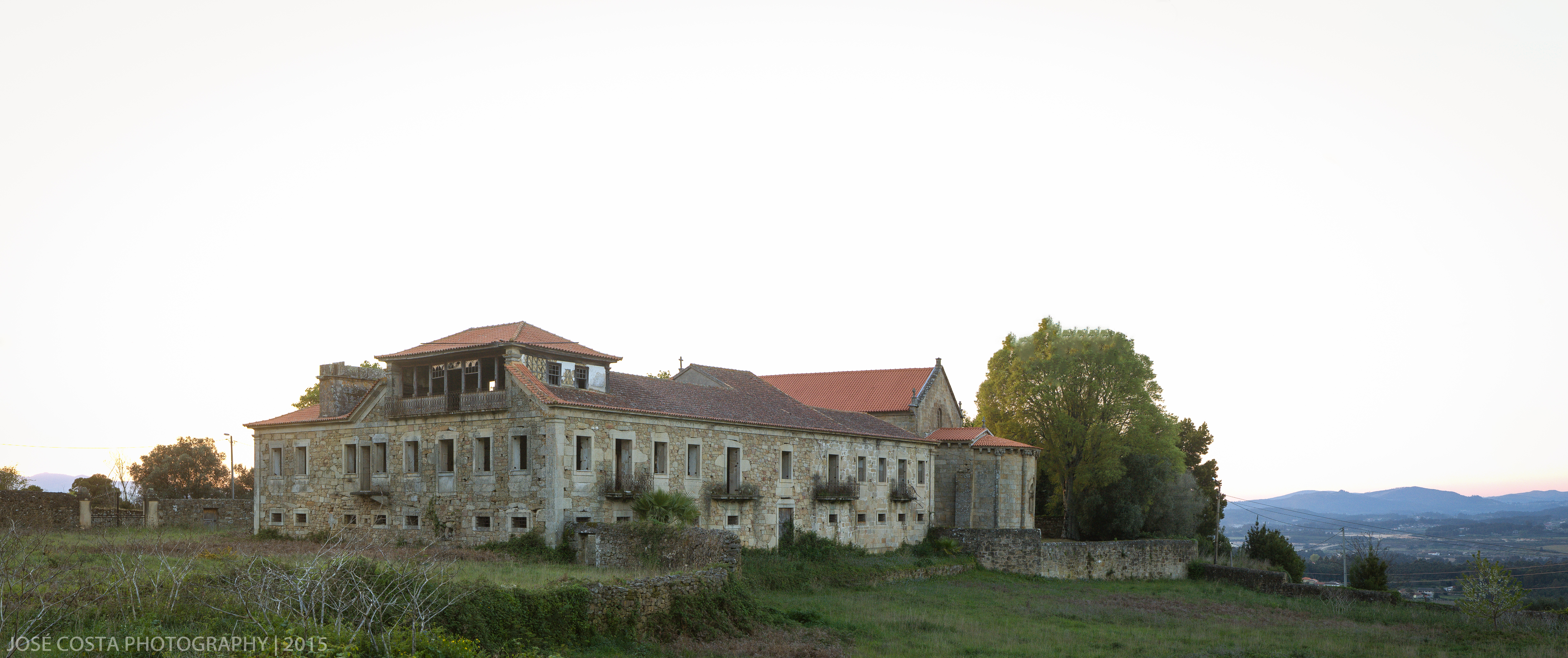
Mosteiro e Igreja de Longos Vales

Em 2010 o mosteiro pertence a particulares, estando à venda por um milhão de euros.